# Хуана (королева Португалії)
Хуа́на (ісп. Juana; 28 лютого 1462—12 квітня 1530) — кастильська інфанта, королева Португалії (1475—1480). Принцеса Астурійська (1462—1464, 1470—1475). Претендентка на кастильський престол, титулярна королева Кастилії (1475—1476). Представниця Трастамарського дому. 
Народилася у Сеговії, Кастилія. Єдина донька і єдина дитина кастильського короля Енріке IV й португальської інфанти Жуани. Після народження проголошена принцесою-спадкоємницею престолу. Через чутки, що її справжній батько — Бельтран Куевський, фаворит королеви Жуани, деякий час була позбавлена цього титулу (1464—1470). Після смерті батька не змогла успадкувати кастильську корону, що перейшла до її тітки Ізабели. Проголошена опонентами незаконною донькою Бельтрана. 
Сподіваючись на допомогу Португалії в боротьбі за кастильський престол, пошлюбила свого дядька, португальського короля Афонсу V (1475). Дітей у шлюбі не мала. Ініціювала війну за кастильську спадщину, в якій зазнала поразки (1476—1479). Після укладання кастильсько-португальського миру (1479) її шлюб з Афонсу анулював римський папа Сікст IV (1481). Під тиском тітки-королеви Ізабели прийняла чернечий постриг у Коїмбрському монастирі кларисок. Отримала пропозицію шлюбу від наваррського короля Франциска, що конфліктував із Ізабелою (1482). Не змогла одружитися через отруєння нареченого (1483). Плани на шлюб із нею мали португальський король Мануел І (1500) і арагонський король Фернандо ІІ (1504), які сподівалися закріпити свої права на кастильський трон. 
Наприкінці життя отримала від португальської корони право мешкати у лісабонському Замку святого Георгія. До самої смерті підписувала свої листи з титулом «королева». В ході нової війни за кастильський трон (1522) заповідала свої права португальському королю Жуану ІІІ. Померла у Лісабоні, Португалія. Гробниця була зруйнована під час Лісабонського землетрусу (1755). 

## Імена
- Хуа́на Бельтрани́ха (ісп. Juana la Beltraneja) — за іменем ймовірного батька Бельтрана Куевського, коханця матері.
- Хуа́на Касти́льська (ісп. Juana de Castilla) — за країною.
- Хуа́на Трастама́рська (ісп. Juana de Trastámara) — за назвою династії.
- Жуа́на (порт. Joana) — португальська форма імені.
- Бельтрани́ха (ісп. la Beltraneja) — з  неважливе прізвисько, надане політичними ворогами.

## Сім'я
- Батько: Енріке IV (1425—1474), король Кастилії (1454—1474).
- Мати: Жуана (1439—1475), донька португальського короля Дуарте.
- Чоловік: Афонсу V (1432—1481), король Португалії (1438—1481)